# Brøderbund
La Brøderbund era una software house statunitense in attività negli anni 1980 e '90, principalmente come sviluppatrice e editrice di videogiochi, ma anche di programmi di utilità. La società, attiva sia nel mercato degli home computer che in quello delle console, è celebre per avere prodotto titoli come Prince of Persia, la serie di videogiochi educativi Carmen Sandiego, e Myst.
Il nome Brøderbund deriva dal termine della lingua afrikaans "Broederbond" che significa "associazione di fratelli", e tale parola venne in precedenza utilizzata dai fratelli Carlston nel loro primo gioco Galactic Empire assieme ad altri nomi africani; i Carlston, famiglia di origini svedesi, decisero successivamente di sostituire alcuni caratteri della parola per evitare riferimenti all'Afrikaner Broederbond.

## Storia
Brøderbund venne fondata nel 1980 dai fratelli Doug e Gary Carlston per pubblicare il videogioco Galactic Empire, scritto dallo stesso Doug. Fu attiva inizialmente nel campo degli home computer e il primo titolo di notevole successo fu Choplifter.
Nel 1989 Brøderbund produsse Prince of Persia, videogioco a piattaforme sviluppato da Jordan Mechner che negli anni successivi arrivò a vendere oltre 2 milioni di copie nel mondo.  Nel 1993 pubblicò Myst, avventura grafica sviluppata da Cyan Worlds, che divenne il più grande successo commerciale dell'azienda: al 2000 il gioco aveva venduto oltre 6 milioni di copie diventando il videogioco per PC più venduto di tutti i tempi, record che ha mantenuto fino al 2006.
Nel 1997 Brøderbund aprì Red Orb Entertainment, una divisione interna che si sarebbe focalizzata esclusivamente sullo sviluppo e sulla produzione di videogiochi e che sarebbe rimasta in attività fino al 2001 realizzando titoli come Riven: Il seguito di Myst (1997) e Prince of Persia 3D (1999). Le attività di Brøderbund si concentrarono a quel punto su titoli di edutainment.
La società è stata acquistata nel 1998 da The Learning Company, e chiusa l'anno successivo. Nel 2001 i marchi dei videogiochi (in particolare le serie Myst e Prince of Persia) sono stati acquisiti da Ubisoft, mentre altri diritti (nome della società compreso) sono stati ceduti alla Riverdeep.

## Programmi di utilità
La Broderbund ha prodotto programmi di utilità per molte piattaforme, come Commodore 64 e altre, come Print Shop, The Music Shop, Banner Mania e programmi per imparare a scrivere a macchina (touch typing tutor).

## Videogiochi
- A-Train
- A.E.
- Airheart
- The Ancient Art of War at Sea
- The Ancient Art of War
- Apple Panic
- The Backyard
- The Battle of Olympus
- Breakers
- Brimstone
- The Castles of Doctor Creep
- Centauri Alliance
- Championship Lode Runner
- Choplifter
- The Dark Heart of Uukrul
- David's Midnight Magic
- Deadly Towers
- Downhill Challenge
- Drol
- Dusty Diamond's All-Star Softball
- The Emperor's Mahjong
- Essex
- Galactic Empire
- Galleons of Glory: The Secret Voyage of Magellan
- The Guardian Legend
- Help! Charity Compilation
- If It Moves, Shoot It!
- In the 1st Degree
- Joan of Arc: Siege and the Sword
- Just Grandma and Me
- Karateka
- Kid Pix Deluxe
- Koala Lumpur: Journey to the Edge
- The Last Express
- Legacy of the Wizard
- Licence to Kill
- Little Monster at School
- Lode Runner
- Logical Journey of the Zoombinis
- The Manhole: CD-ROM Masterpiece Edition
- The Mask of the Sun
- Magnetron
- Math Workshop
- Mindwheel
- Murder Club
- Myst
- Operation: Cleanstreets
- The Oregon Trail
- Patton Strikes Back: The Battle of the Bulge
- The Playroom
- Prince of Persia
- Prince of Persia 2: The Shadow and the Flame
- Raid on Bungeling Bay
- Riven: Il seguito di Myst
- Rugrats Adventure Game
- Seafox
- Serpentine
- Sheila Rae the Brave
- Shufflepuck Café
- SimCity
- SimEarth
- SkyChase
- Space Quarks
- Space Racer
- Spare Change
- SpellCraft: Aspects of Valor
- Spelunker
- Spelunker II: Yuusha e no Chousen
- Star Blazer
- Star Wars
- Stealth
- Stunts
- Superbike Challenge
- The Toy Shop
- The Treehouse
- Typhoon Thompson in Search for the Sea Child
- WarBreeds
- Welcome Aboard
- Where in America's Past Is Carmen Sandiego?
- Where in Europe Is Carmen Sandiego?
- Where in Space Is Carmen Sandiego?
- Where in the U.S.A. Is Carmen Sandiego?
- Where in the World Is Carmen Sandiego?
- Where in Time Is Carmen Sandiego?
- Whistler's Brother
- Wibarm
- Wings of Fury
- WolfPack
- Ys